# Christian Wirth
Christian Wirth, född 24 november 1885 i Oberbalzheim, död 26 maj 1944 i Erpelle, nuvarande Hrpelje i Slovenien, var en tysk SS-Sturmbannführer (major). Wirth var en av de närmast underordnade till Odilo Globocnik, chef för Operation Reinhard, kodnamnet för Nazitysklands förintelseprogram i Generalguvernementet. 

## Biografi
Christian Wirth var medlem i NSDAP från 1922 till 1923, då partiet förbjöds. Han förnyade sitt medlemskap 1931 och två år senare inträdde han i SA. År 1939 blev Wirth medlem av SS och befordrades i oktober detta år till SS-Obersturmführer.
Wirth var en av de ansvariga för Nazitysklands eutanasiprogram Aktion T4. Han blev i slutet av 1941 utnämnd till kommendant i Bełżec och inspektör för förintelselägren inom Operation Reinhard året därpå. I dessa läger, Bełżec, Sobibór och Treblinka, skedde gasning med kolmonoxid, vilket Wirth hade utvecklat under sin tid som verksam inom eutanasiprogrammet. Wirth beräknas vara ansvarig för cirka två miljoner människors död inom ramen för Operation Reinhard.
När Operation Reinhard upphörde i oktober 1943 förflyttades Wirth till norra Italien för att påskynda deportationen av italienska judar. Wirth sköts till döds 1944 vid en eldstrid med jugoslaviska partisaner mellan orterna Krvavi Potok och Kozina. 

### Personlig karaktär
Christian Wirth utgör ett exempel på en särskilt brutal och hänsynslös SS-man. Av sina underordnade fick han öknamnen "Christian den fruktansvärde", "Vilde Christian" och "Stuka". Det sistnämnda syftar på Sturzkampfflugzeug. 
Wirth var gift med Maria Bantel, med vilken han hade sönerna Eugen och Kurt.

## Utmärkelser i urval
- Järnkorset av första klassen (1914)
- Krigsförtjänstkorset av andra klassen med svärd
- Krigsförtjänstkorset av första klassen med svärd
- SA:s idrottsutmärkelse i brons
- Württembergska kronorden